# Донюшкин, Юрий Алексеевич
Юрий Алексеевич Донюшкин (укр. Юрій Олексійович Донюшкін; 27 января 1976, Симферополь, Крымская область, Украинская ССР, СССР) — украинский футболист, защитник.

## Биография
Воспитанник симферопольской «Таврии», где его тренерами были Владимир Туховский и Леонид Чернов.
Его первой профессиональной командой стал сакский «Фрунзенец», который выступал в Переходной лиге Украины. В сезоне 1993/94 «Фрунзенец» стал вторым и вышел во Вторую лигу Украины. В новом сезоне клуб сменил название и стал именоваться «Динамо». Первый сезон во Второй лиге завершился для сакской команды удачно, команда заняла четвёртое место. Всего за «Динамо» играл на протяжении двух с половиной лет и провёл в её составе более пятидесяти матчей.
Зимой 1996 года подписал контракт с симферопольской «Таврией». В чемпионате Украины дебютировал 28 марта 1996 года в домашней игре против донецкого «Шахтёра» (1:3). В «Таврии» Донюшкин стал игроком основного состава. В матче 12 октября 1997 года против полтавской «Ворсклы» Юрий получил травму колена, после чего не играл более чем полгода. Летом 2000 года футболистом интересовались российские клубы «Черноморец» и «Уралан». Сезон 2000/01 симферопольцы завершили на седьмом месте и получили право выступать в Кубке Интертото. Во втором раунде «Таврия» обыграла болгарский «Спартак» из Варны, а затем уступила французскому «Пари Сен-Жермен». Донюшкин принял участие во всех четырёх матчах еврокубков.
Всего за «Таврию» играл на протяжении девяти сезонов и провёл в её составе более ста пятидесяти матчей в чемпионате. В 2013 году журналист Гарринальд Немировский включил его в символическую сборную «Таврии» пятого десятилетия существования клуба
Зимой 2004 года Донюшкин был отдан в аренду во второлиговый «Севастополь». Летом 2004 года побывал на просмотре в ужгородском «Закарпатье», но в итоге подписал контракт с азербайджанским клубом «Туран» из Товуза. В игре против «Карвана» Юрий травмировал нос. Всего за «Туран» провёл двенадцать матчей в чемпионате за полгода. Зимой 2005 года был отправлен в аренду в сумский «Спартак», который выступал в Первой лиге Украины.
Летом 2005 года подписал контракт с новичком Первой лиги Украины — молодёжненской «Крымтеплицей». В команде провёл полгода и не являлся игроком основного состава. В ноябре 2005 года он был выставлен на трансфер. В сезоне 2006/07 стал игроком армянского «Титана» и вместе с командой стал бронзовым призёром Второй лиги, однако игроком основы не стал. Зимой 2008 года присоединился к другой крымской команде, «Феникс-Ильичёвец» из Калинино. За калининцев играл на протяжении года и в более чем двадцати матчах.
В декабре 2009 года в составе команды «Скворцово» стал победителем Кубка Крымтеплицы по мини-футболу. Зимой 2010 года был на просмотре в клубе «Форос» из чемпионата Крыма и принял участие в Кубке Крымтеплицы. Впоследствии стал выступать за «Гвардеец» из Гвардейского. Сезон 2010 года в чемпионате Крыма завершился для «Гвардейца» серебряными медалями. В ноябре 2010 года вместе с командой стал победителем Кубка мэра Симферополя. Спустя год «Гвардеец» впервые из крымских команд дошёл до финала любительского Кубка Украины и уступил в двухматчевом противостоянии «Буче» из Киевской области.
В 2013 году стал работать массажистом в симферопольской «Таврии». В мае 2014 года принял участие в турнире «Дружбы и победы» в составе ветеранов «Таврии».
С 2014 года является массажистом в симферопольском ТСК. С сезона 2018/19 работает администратором в клубе «Гвардеец» выступающим в Премьер лиге КФС.